# Erzurumspor FK
Erzurumspor FK – turecki klub piłkarski mający siedzibę w mieście Erzurum, na wschodzie kraju.

## Historia
Chronologia nazw:
- 2005: Erzurum Büyükşehir Belediyespor
- 2014: Büyükşehir Belediye Erzurumspor
- 2022: Erzurumspor Futbol Kulübü

Klub piłkarski Erzurum Büyükşehir Belediyespor został założony w Erzurum w 2005 roku. Przez pierwsze pięć sezonów zespół występował w mistrzostwach Erzurum. W sezonie 2010/11 zagrał w lidze amatorskiej (piąty poziom rozgrywkowy) i wygrał ją. Przez następne pięć lat drużyna grała w 3.lig. W 2014 przyjął nazwę Büyükşehir Belediye Erzurumspor. W sezonie 2015/16 klub zwyciężył w lidze i awansował do drugiej ligi. W sezonie 2016/17 zajął 3.miejsce w grupie „białej” 2.Lig, a potem dzięki zwycięstwom w fazie play-off awansował do pierwszej ligi. W sezonie 2017/18 zespół zainaugurował grę w 1.Lig. Sezon ten zakończył na piątym miejscu, kwalifikując się tym samym do fazy play-off. W dwumeczu tejże fazy pokonał Ümraniyespor, a w finale okazał się lepszym po rzutach karnych od Gaziantep Büyükşehir Belediyespor i zdobył promocję do Süper Lig. W sezonie 2018/19 zespół zadebiutował w rozgrywkach najwyższej klasy rozgrywkowej

## Sukcesy

### Trofea międzynarodowe
Nie uczestniczył w rozgrywkach europejskich (stan na 28-12-2021).

### Trofea krajowe
| \| \| Zdobyte trofea w rozgrywkach Turcji (stan na: 28-12-2021) \| |                                                           |      |          |
| Rozgrywki                                                          | Osiągnięcie                                               | Razy | Sezon(y) |
| · Mistrzostwo                                                      | I miejsce                                                 | 0    |          |
| · Mistrzostwo                                                      | II miejsce                                                | 0    |          |
| · Mistrzostwo                                                      | III miejsce                                               | 0    |          |
| · Mistrzostwo                                                      | 17. miejsce                                               | 1    | 2018/19  |
| Puchar                                                             | zdobywca                                                  | 0    |          |
| Puchar                                                             | finalista                                                 | 0    |          |
| Puchar                                                             | 1/16 finału                                               | 1    | 2017/18  |
| II liga                                                            | I miejsce                                                 | 0    |          |
| II liga                                                            | II miejsce                                                | 0    |          |
| II liga                                                            | III miejsce                                               | 0    |          |
| II liga                                                            | 5.miejsce                                                 |      | 2017/18  |
| Turcja                                                             | Zdobyte trofea w rozgrywkach Turcji (stan na: 28-12-2021) |      |          |

- TFF 2. Lig:
  - 3.miejsce (1): 2016/17 (gr. „biała”)
- TFF 3. Lig:
  - mistrz (1): 2015/16 (grupa)

## Piłkarze
Zawodnikami Erzurumsporu są m.in. polski bramkarz Jakub Szumski czy litewski pomocnik Arvydas Novikovas. W latach 2019–2021 barwy klubu reprezentował Francuz Gabriel Obertan.

## Stadion
Klub rozgrywa swoje mecze domowe na stadionie Kâzım Karabekir w Erzurum, który może pomieścić 23700 widzów.

## Inne
- Erzurumspor